# Карузо, Пэт
Паскуале (Пэт) Карузо (итал. Pasquale (Pat) Caruso; род. 30 июня 1963, Мояно, Кампания) — канадский хоккеист на траве, полевой игрок. Участник летних Олимпийских игр 1984 и 1988 годов, чемпион Панамериканских игр 1987 года, серебряный призёр Панамериканских игр 1991 года.

## Биография
Пэт Карузо родился 30 июня 1963 года в итальянской коммуне Мояно.
Жил в Эдмонтоне. Играл в хоккей на траве за «Ред Дэвилз».
В составе сборной Канады дважды выигрывал медали хоккейных турниров Панамериканских игр — золотую в 1987 году в Индианаполисе, серебряную в 1991 году в Гаване.
В 1984 году вошёл в состав сборной Канады по хоккею на траве на летних Олимпийских играх в Лос-Анджелесе, занявшей 10-е место. Играл в поле, провёл 2 матча, мячей не забивал.
В 1988 году вошёл в состав сборной Канады по хоккею на траве на летних Олимпийских играх в Сеуле, занявшей 11-е место. Играл в поле, провёл 7 матчей, мячей не забивал.